# Христина I
Христина I (швед. Drottning Kristina; 8 грудня 1626, Стокгольм — 19 квітня 1689, Рим) — королева Швеції у 1644-1654 роках з династії Ваза. Відрізнялась досить вільною поведінкою та пристрасним колекціонуванням творів мистецтва майстрів Західної Європи. Після добровільного зречення престолу оселилася в Римі, де жила до своєї смерті.

## Батьки
Батько — король Густав II Адольф (1594—1632), високоосвічена людина, реформатор армії та флоту, засновник університету в Тарту, відновив Уппсальський університет. Володів кількома європейськими мовами, а також латиною, мовою вчених тієї доби. Загинув під час Тридцятирічної війни.
Мати — Марія-Елеонора Бранденбурзька, особливого впливу на дочку не мала. Батьки сповідували протестантизм.

## Дитинство

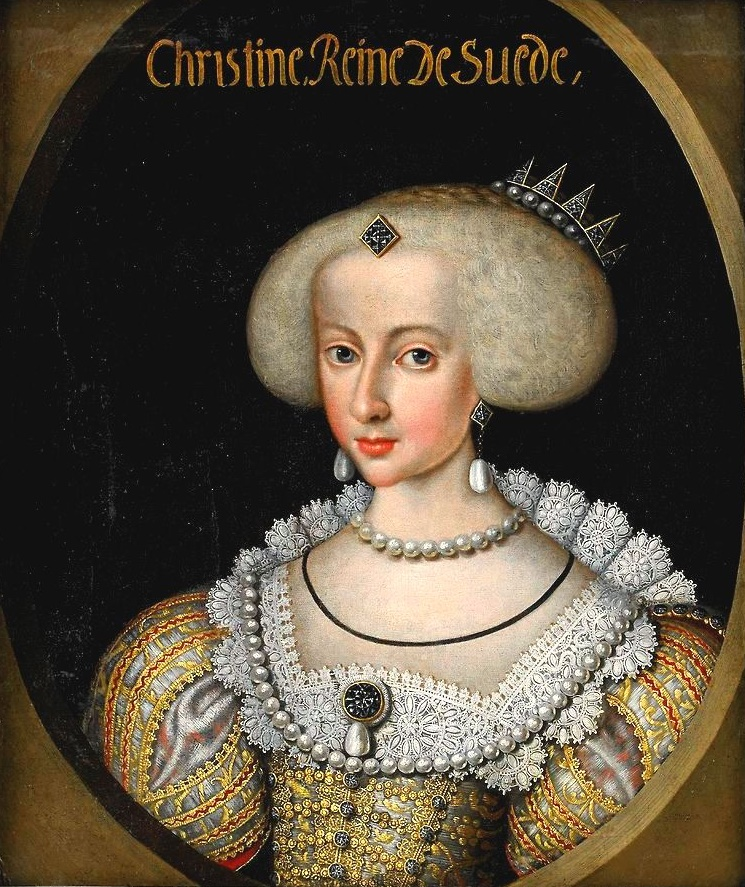
Христина I у молодості

Мати вихованям дочки не займалась. Особа релігійна, фанатична і нервова, вона погано впливала на Христину. Виховання доручили тітці — пфальц-графині Катерині. Освітою Христини займалась вона і канцлер Аксель Оксеншерна. Батьки не мали синів у родині, тому трон успадкувала Христина I у віці шість років. До повноліття країною правили регенти.
Христина виявилася напрочуд здібною, вивчила сім мов. Латину знала настільки добре, що могла проголосити нею цілу промову. Багато читала, рано захопилася колекціонуванням монет. Постійно вдосконалювала свою освіту, аналізувала справи в країні. У 18 років її оголосили повнолітньою.

## Відмова від шлюбу
У віці 15 років Христина захопилася життєписом королеви Англії та Ірландії Єлизавети I, яка відмовилася від шлюбу. Шлюби в королівських родинах справа політики, а не приязні. Тому самостійна Христина відмовила всім претендентам. На запити риксдагу відповіла, що трон після неї успадкує двоюрідний брат Карл-Густав Пфальцький, що завадило б переходу корони у іншу династію.

## Правління
Роки самостійного правління Христини I 1644—1654. Для її коронації в 1650 році був виготовлений Срібний трон, що зберігся дотепер.

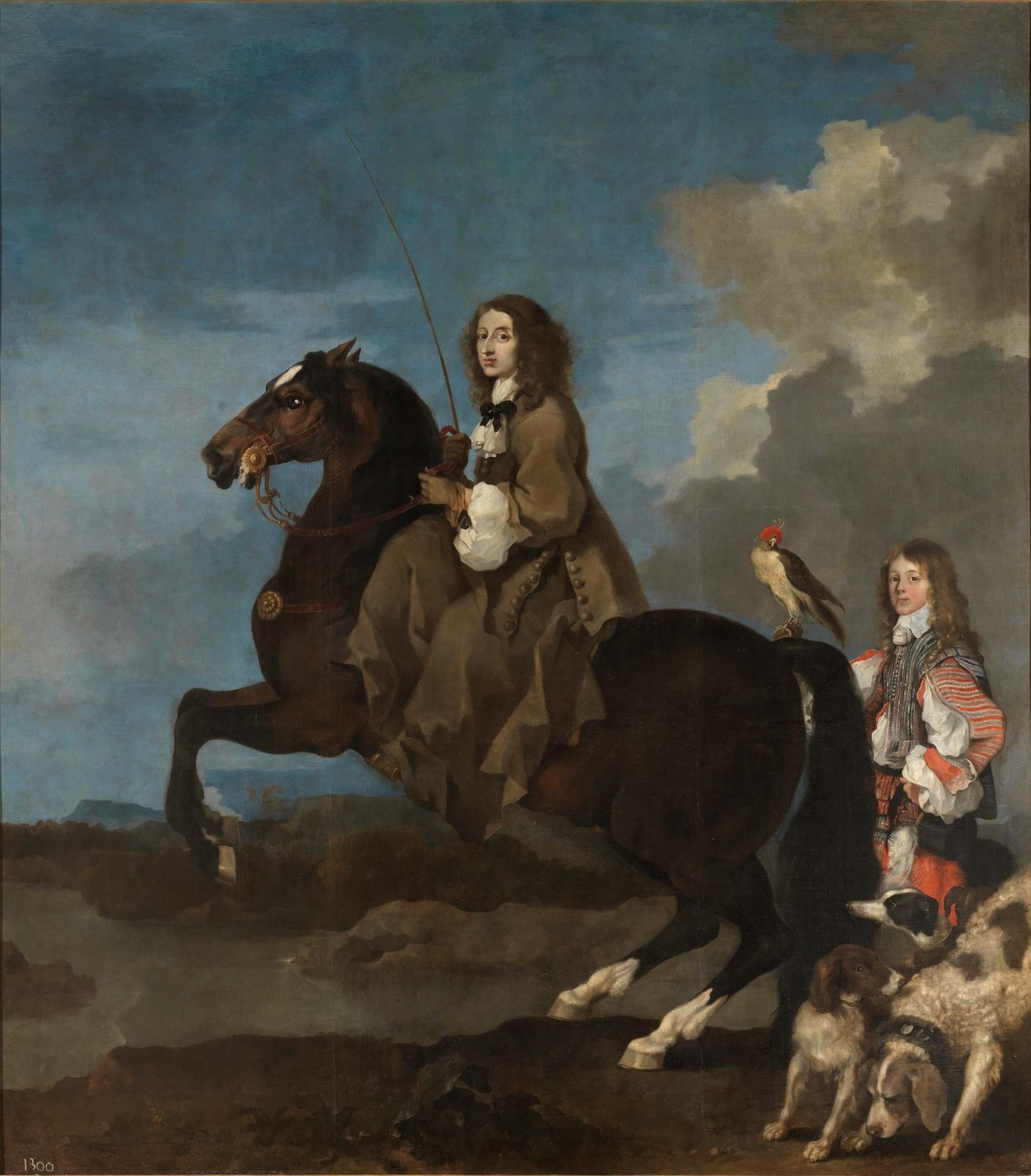
Худ. Себастьян Бурдон. Кінний портрет Христини I Шведської, Прадо, Мадрид.

Авторитарна, не схильна до компромісів, Христина швидко нажила супротивників і ворогів. Особливо небезпечними були конфлікти з канцлером Оксеншерною, що почував себе володарем країни. Дійшло до відкритих конфліктів із ним на нарадах. Розбіжності у думках про політичні справи тільки поглибили конфлікти.
Самостійна Христина відчувала себе понад бар'єрами в суспільних справах, навіть в особистому житті. Воліла розкоші, слави, святкового способу життя. Королівський двір дивував балами, святами, розвагами. Біля молодої королеви крутилися фаворити, здебільшого іноземці, з якими Христина почувала себе впевненіше. Великий вплив на Христину мали; Магнус Габріель Делагарді, французький лікар П'єр Бурдело та іспанський дипломат дон Антоніо Піментел да Прадо. В коло особистих друзів королеви увійшли лише двоє шведів: Клас Тотт і подруга королеви Ебба Спарре. Але вона охоче спілкувалася з видатними людьми того часу, серед яких, зокрема, були Гуґо Ґроцій, Рене Декарт, Блез Паскаль. Христина листувалася з кардиналом Джуліо Мазаріні, який тоді фактично правив Францією.
Христина захоплювалася танцями, охоче їздила верхи, переодягалася в чоловічі костюми, як зручніші.
Так, Рене Декарта вона викликала в королівський палац о п'ятій ранку і примушувала його читати лекції, бо забажала ближче пізнати культуру Франції. Розрив між нею і суспільством Шведської імперії ставав надмірним. Її дедалі менше розуміли. Нарікання тільки зростали.

## Колекціонування та меценатство

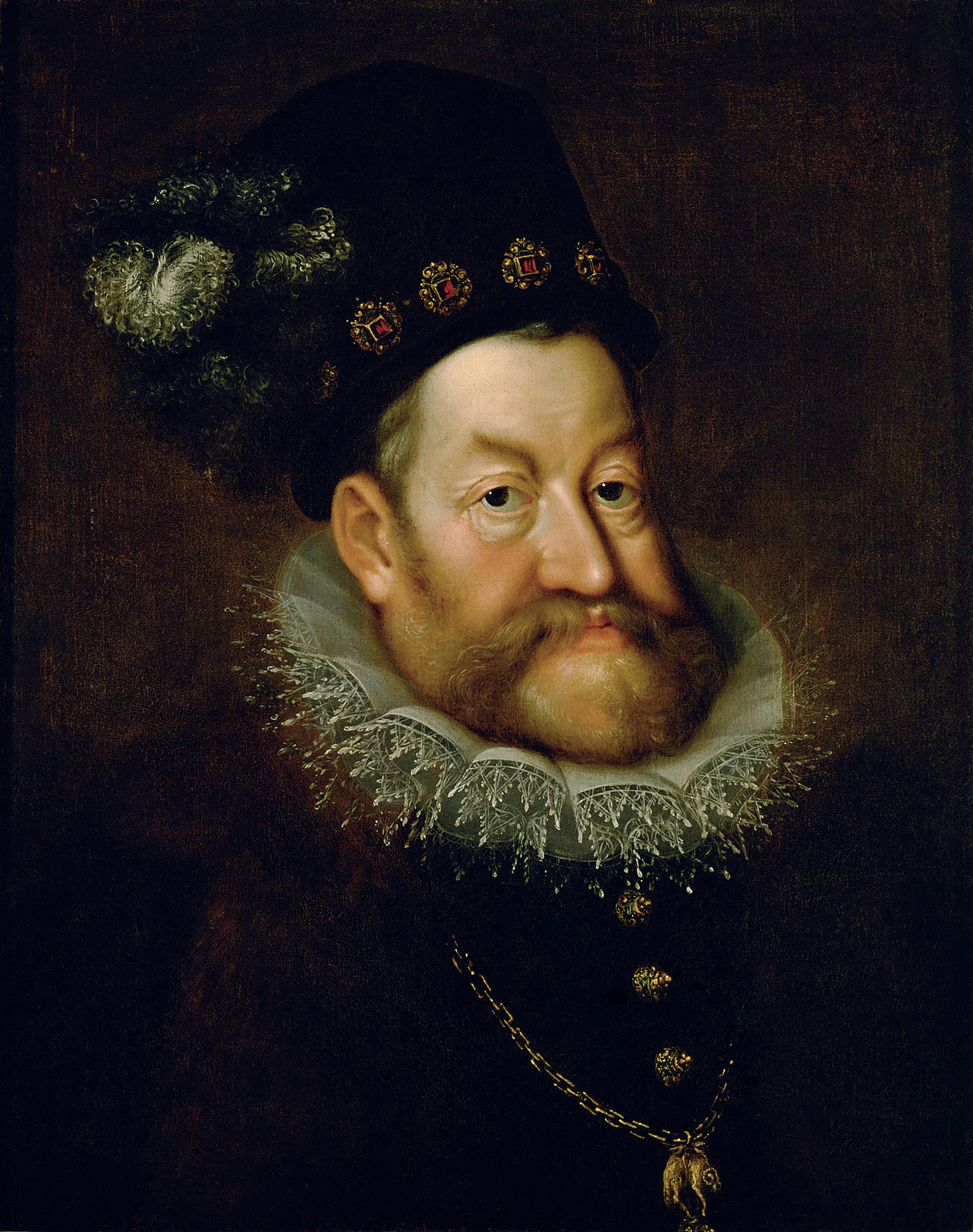
Худ. Ганс фон Аахен. Імператор Рудольф II

Особливий напрямок життя королеви — колекціонування книжок і витворів мистецтва. Шведська імперія отримала низку перемог у Тридцятилітній війні і пограбувала багату Прагу. У Шведську імперію вивезли більшу частину мистецької колекції імператора Рудольфа II і навіть бронзові скульптури з королівського палацу в Празі (вони й досі в Швеції). Серед захопленого було майже 600 картин майстрів Італії та Голландії, малюнки, медалі та монети, предмети ужиткового мистецтва (срібні келихи, ювелірні вироби тощо). Мистецькі колекції Шведської імперії одержали рідкісні картини Джузеппе Арчімбольдо, скульптуру з бронзи Адріана де Вріса «Амури возносять Венеру» тощо.
Також видатні витвори мистецтва скуповували агенти королеви в Німеччині, Голландії, Італії, навіть в Греції, що тоді входила до складу Османської імперії. Аби розмістити свої колекції, королева запланувала розширити королівський палац «Три корони», а архітектор Нікодемус Тессін старший розробив проект добудов до і без того великого палацу.

## Добровільно-примусове зречення
Ще у 1649 році Карла-Густава Пфальцького оголосили спадкоємцем корони Шведської імперії. На хвилі зростання невдоволення королевою Христина I вирішує зректися престолу. 1654 року на засіданні Риксдагу в університетській Уппсалі вона зреклася престолу. Зречення прийняли. Христина після зречення отримала доходи з різних земель у 200 000 риксдалерів щорічно і зрозуміла, що їй краще емігрувати зі Шведської імперії. Скептично налаштована до протестантизму, Христина вирішує перейти у католицизм.

## Перехід до католицизму
Христина виїхала до Антверпена в чоловічому вбранні, і лише пізніше переодяглася в жіноче. Католицтво прийняла в Брюсселі на Різдво 1654 року. Ім'я обрала Олександра, нібито на честь папи римського Олександра VII. Але зломовні сучасники казали, що не на честь папи римського, а на честь Олександра Македонського, якого Христина дуже поважала. Збіг імен папи і царя Македонії тільки камуфлював правду.
Спроби папи розповсюдити католицизм у Шведській імперії через Христину політичного успіху не мали.

## У Римі

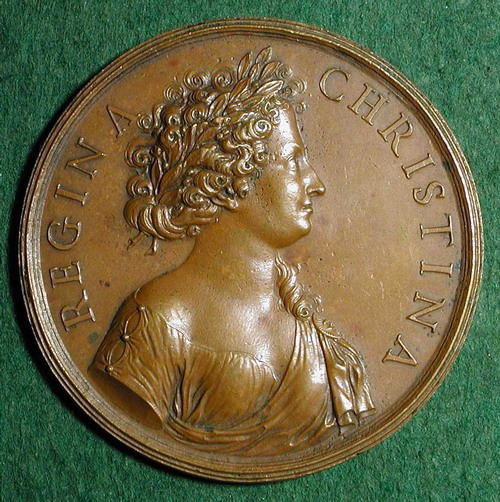
Массіміліано Сольдані. Медаль на честь Христини, бл. 1681 р. Британський музей

Екс-королеву, що перейшла в католицтво, в Римі зустрічали тріумфально. Вона приїхала у супроводі 255 людей на 247 конях. На зустрічі вона отримала особливу карету за проектом самого Лоренцо Берніні. Та вірна собі Христина чемно відмовилася від карети і в'їхала в Рим верхи, як колишні давньоримські імператори.
Першою резиденцією колишньої королеви став палац Фарнезе. Потім вона оселилася в палаццо Риаріо. Під час еміграції з Шведської імперії Христина частково подарувала твори мистецтва королівським родинам Європи, частково вивезла в Рим. Тільки колекція гобеленів Христини сягала ста тридцяти одиниць. А були ще твори медальєрного мистецтва, скульптури, картини видатних майстрів.
Її двір у Римі став осередком вчених, художників, освічених прелатів. Колекціонування витворів мистецтва вона продовжила і в Римі. 1667 року вона купує збірку картин сім'ї Імперіале з Генуї. Відомий італійський скульптор і медальєр Массіміліано Сольдані створив на честь екс-королеви пам'ятну медаль.
Але ексцентрична поведінка і фаворити викликали незадоволення папської адміністрації. Христина неодноразово виїжджала до Франції, де жила деякий час. Зробила вона і небезпечну спробу повернути собі корону, та це лише збільшило кількість її ворогів.
Вона мало піклувалася про оточення. І виїхавши до Франції, не залишила грошей на утримання челяді та своїх охоронців. Коли у охоронців закінчилися гроші, вони почали продавати її картини. Потім поздирали зі стін і продали дорогі килими та гобелени. Відчайдушні вояки поздирали навіть мідяні листи, якими було крито дах палацу.

## Власна академія
Особливістю культурно-суспільного життя Італії XVII—XVIII століть були академії. Це гуртки багатої і освіченої шляхти і городян, об'єднаних спільними інтересами. Академій було багато — від Риму до маленьких містечок.
Христина теж мала свою академію. Згідно з тодішньою модою, особи академії вважали себе пастушками і обирали псевдоніми, титули під час зібрань скасовували. Італію вкрила мережа академій, де відкидали умовності та вороже ставлення до ворогуючих областей, міст, родин.
Академія Христини мала назву Аркадія, головним напрямком її існування було приємне спілкування і цікаве дозвілля.
Членство в подібній академії мав і уславлений гравер XVIII століття Джованні Баттіста Піранезі.
Академія Христини не мала нічого спільного з художніми академіями, що теж виникли в Італії і згуртовували професіоналів (зокрема, академія братів Карраччі в Болоньї). Тому академія Христини залишилася в мемуарах, а академія Карраччі стала прикладом створення мистецьких академій в багатьох країнах Європи.

## Смерть

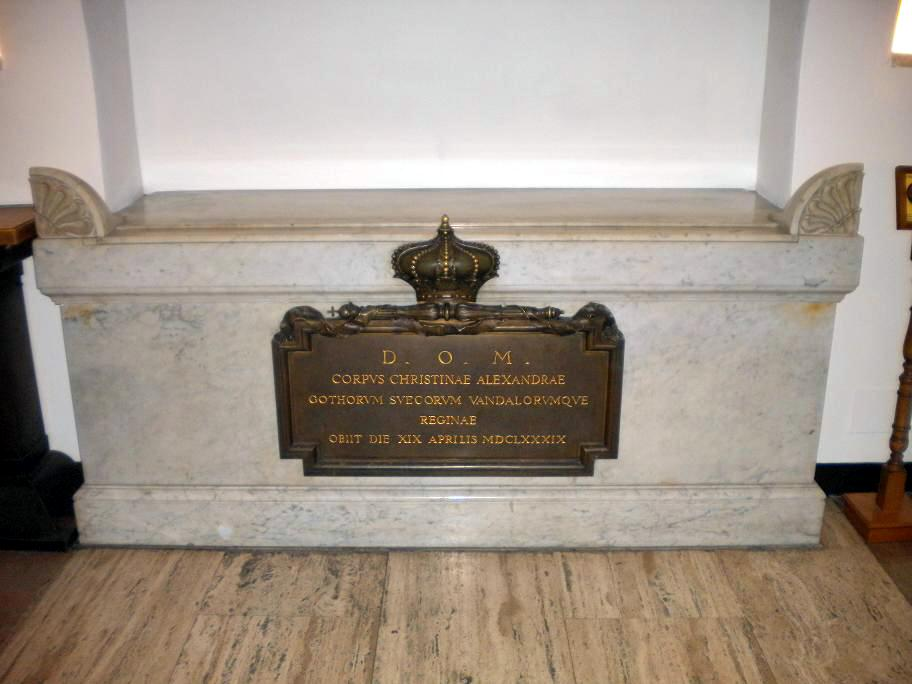
Місце першого поховання Христини у Соборі св. Петра.

Христина померла у Римі на 63 році життя від бешихи, яка ускладнилась пневмонією. Її поховали у Соборі св. Петра урочисто й з довгими церемоніями. Це єдине жіноче поховання в соборі. Зараз це кенотаф, тому що прах Христини був вивезений до Швеції.

## Особисте життя
Сексуальна орієнтація Христини є певною мірою дискусійною, хоча багато сучасних біографів загалом вважають її лесбійкою, а її стосунки з жінками були відмічені за її життя.

## Зовнішність
Два роки жив у Стокгольмі французький художник Себастьян Бурдон (1616—1671). Він зробив декілька портретів королеви Христини I, в тому числі верхи (кінний портрет Христини I був подарований королю Іспанії, зберігається в Національному музеї Прадо, Мадрид).
Зовнішність Христини I оточуючі не схвалювали. Вона була невелика на зріст і непривабливої статури. На обличчі виділявся ніс, якого не приховав і Себастьян Бурдон на портретах. Привабливішою її зробив на портретах француз Робер Нантейль, що розгледів під малопривабливою зовнішністю неабиякий розум і особисту значущість.